# كلية التقنية الإلكترونية بني وليد
كلية التقنية الإلكترونية بني وليد هي كلية تقنية حكومية تقع في مدينة بني وليد، ليبيا. كانت تُعرف سابقًا باسم المعهد العالي للإلكترونات (HIEB)، تقوم الكلية بتدريس علوم الهندسة الكهربائية والإلكترونية.
يمتد حرم الكلية على مساحة 14 هكتارًا تقريبًا (34.594) فدانًا، ويضم مركز تدريب الكلية وفندق الكلية، تجاوزت شبكة خريجي الكلية 2500 حتى سنة 2018.

## تـاريخ الكلية
تأسست كلية التقنيـــة الإلكترونية بني وليــد بموجب قانون رقم 69 لسنة 1976 تحت مسمى (المعهد العالي للإلكترونات).
يعتبر العام 1979م هو البداية الفعلية التي آن فيها لهذه القلعة أن تقوم بتخريج الدفعة الأولى من المهندسين ومنذ ذلك الحين توالت الدفعات، أخذت أماكن في ميادين العمل والإنتاج في كافة أنحاء ليبيا بكل نجاح.
بناءً على القرار رقم 745 لسنة 1991م بشأن إعادة تنظيم الجامعات، أصبح المعهد كلية للهندسة الإلكترونية تعمل باستمرار على تحقيق الأهداف التي أنشئ من أجلها.
أسهمت الكلية وبكل فعالية في تنظيم العديد من الندوات وورش العمل والمؤتمرات العلمية والدورات التدريبية، وتكرس جهودها دائماً لمواكبة أحدث المستجدات في عالم التقنيات الحديثة والبرامج التعليمية المتقدمة لتبقى رائدة في علوم الهندسة الإلكترونية على الصعيد المحلي والعالمي.
تمتعت الكلية بتراكم معرفي وتكدس خبرات من كافة المؤسسات الدولية العريقة الامر الذي أثرى الخطط التعليمية واضفى زخم متواصل كان هو الدافع والحافز للتطوير وساهم في هذا وبقوة اختلاف المدارس والمؤسسات الدولية والتي كان منها اساتذة قارين قاموا بالتدريس في الكلية من مختلف دول العالم

## تغير أسماء الكلية
- المعهد العالي للإلكترونات (HIEB) (1976 - 1993)
- كلية الهندسة الإلكترونية 1993 - 1999
- المعهد العالي للإلكترونات 1999 - 2008
- كلية التقنية الإلكترونية بني وليد 2008 - الآن

## أهداف الكلية
تتطلع الكلية دائماً إلى الأفضل من خلال تخريج مهندسين أكفاء لهم بصمة في خدمة المجتمع وتطويره، وتهدف الكلية إلى الآتي:
- توفير الدراسة النظرية والعلمية اللازمة لإعداد المهندسين التطبيقين المؤهلين علمياً وفنياً على مستوى عالٍ.
- المساهمة الفعالة في تطوير المجتمع من خلال الريادة والجودة الشاملة لخططها ومخرجاتها.
- أن تكون مخرجاتها عالية التأهيل قادرة على مواكبة التطور السريع لهذا العصر.
- الإعداد الجيد للطلاب ليكونوا قادرين على مواصلة الدراسات العليا والبحث العلمي والمنافسة بسوق العمل.
- أن تكون جميع البحوث ومشاريع الطلاب ذات جدوى وفائدة في تحريك عجلة التنمية.
- تعزيز التعاون والتواصل مع المؤسسات والقطاعات المختلفة بالدولة لدراسة المشاكل الفنية وتقديم الحلول والاستشارات العلمية وإجراء

البحوث التطبيقية.
- دعم التعليم المستمر لتحسين الأداء وتأهيل الموارد البشرية.
- تقديم الدورات التدريبية المتميزة في مجالات اختصاصها.

## نظام الدراسة والبرامج الأكاديمية
تعتمد الكلية نظام الدراسة الفصلي وهي ثمانية فصول دراسية:
أربعة فصول تمهيدية يدرسها الطالب بقسم العلوم الأساسية ثم ينتقل للدراسة بأحد الأقسام العلمية التخصصية، ولنيل درجة البكالوريوس من الكلية يتطلب دراسة 140 وحدة دراسية كحد أدنى.
الدرجات العلمية التي تمنحها الكلية في مجالاتها
- درجة الإجازة الجامعية الأولى (البكالوريوس).
- درجة الإجازة العالية (الماجستير).

تهدف هذه البرامج إلى تهيئة الطلاب وتمكينهم للانخراط في سوق العمل المحلية والدولية. كما أن الكلية تقدم مجموعة واسعة من البرامج التدريبية عبر مركزها (مركز التدريب).

## الأقسام العلمية
- قسم هندسة التحكم الآلي تاسس 1976
- قسم هندسة الاتصالات تأسس 1976
- قسم هندسة الموجات الدقيقة تأسس 1976
- قسم هندسة الحاسوب تأسس 1976
- قسم هندسة القوى تاسس 2001
- قسم هندسة تقنية المعلومات تأسس 2006
- قسم هندسة االاجهزة الدقيقة للنفط والغاز تأسس 2013

## عملية القبول والامتحانات
يشترط للقبول بالكلية ما يلي:
1-الحصول حديثاً على الشهادة الثانوية التخصصية في علوم الهندسية أو ثانوية العلوم الأساسية قسمي الفيزياء والرياضيات ((أو ما يعادلها لغير الليبيين)) بتقدير عام جيد ((لا يقل عن 65 %)).
2-استيفاء الشروط العامة التي تحددها الكلية أو وزارة التعليم العالي والبحث العلمي.
3- يتوجب على الطلبة العرب (غير الليبيين)بالإضافة إلى ما تقدم ما يلى:-
• الحصول على منحه دراسية من وزارة التعليم العالي والبحث العلمي أو تقديم ما يفيد إقامتهم بليبيا إقامة اعتيادية طيلة دراستهم بالكلية.
•	معادلة الشهادات الثانوية من وزارة التعليم العالي والبحث العلمي.
•	لا يجوز قبول غير الناطقين باللغة العربية إلا بعد اجتيازهم امتحان معتمد من وزارة التعليم العالي والبحث العلمي يثبت قدرتهم على التحصيل باللغة العربية.
4- يجوز قبول طلبة منتقلين من كليات متناظرة داخل ليبيا أو من كليات معترف بها من خارج ليبيا وذلك بالشروط الآتية:-
•	ألا يكون قد فصل من الجهة المنقول منها لأي سبب كان.
•	أن لا يقل معدله التراكمي العام في الكلية المنتقل منها عن 65%.
•	أن يقدم المستندات المطلوبة معتمدة من جهات الاختصاص والتي تحتوي على درجات المقررات التي سبق له دراستها إضافة إلى مفردات تلك المقررات قبل شهر من بدء دراسته في الكلية.
•	تستبعد كل المقررات التي حصل الطالب فيها على تقدير أقل من 65% وتحسب درجة 50% للمقررات التي تمت معادلتها.
•	يكون حساب المعدل التراكمي العام للطالب استناداً على النظام المتبع بالكلية.
5-يتعين على جميع الطلاب قبل قبولهم بالكلية الالتزام بشروط التسجيل أو أي شروط أخرى أو دفع أي رسوم دراسية قد تقرها وزارة للتعليم العالي.
6- يجوز للطالب إيقاف القيد مرتين خلال فترة دراسته بالكلية وبناءً على موافقة رئيس القسم وقسم الدراسة والامتحانات بالكلية، ولا يسمح له إيقاف القيد في الحالات الأتية:-
•	بعد انتهاء اختبارات منتصف الفصل الدراسي.
•	إذا سبق له إيقاف قيده في أي فصل دراسي سابق.
يمكن استثناء طالب بعد تقديم طلب كتابي وعذر تقبله قسم الدراسة والامتحانات.

## مرافق الكلية التعليمية والخدمية
للكلية عدة مرافق وخدمات وذلك لتهيئة المناخ المناسب للطالب من ناحية الاهتمام البالغ بالطلاب بتوفير مصادر المعرفة والتكنولوجيا ومساعدتهم في تنمية قدراتهم، وتوفير المناخ الملائم لذلك وكل ما تتطلبه عملية التحسين الشامل في جميع التخصصات بالكلية لتزويد الدارسين بالمهارات الفنية والعلمية والبحثية.
1. توفر الكلية الإقامة المناسبة للطلاب الدارسين بها من خارج مدينة بني وليد.
2. توفير الرعاية الاجتماعية والنفسية والتربوية والمناخ المناسب للتحصيل العلمي دون أي معوقات.
3. توفير الخدمات الأساسية مثل (الوجبات- المغسلة - صيانة الغرف- صالة الكمبيوتر والإنترنت - المكتبة- ملعب لكرة القدم - صالة تلفزيون).

## إصدارات الكلية
وتصدر الكلية مجلة خاصة محكمة هي " مجلة الهندسة الكهربائية والإلكترونية وتقنية المعلومات نسخة محفوظة 11 سبتمبر 2019 على موقع واي باك مشين. "، وفي أوائل فبراير 2019 حصلت الكلية علي تصريح بإصدار مجلة باسم «مجلة الهندسة الكهربائية والإلكترونية وتقنية المعلومات» تصدر مرتين سنويا

## تواصل مع الكلية
- العنوان:[6] المدخل الشمالي لمدينة بني وليد
- هواتف:
- فاكس:
- بريد مصور: P.O Box 38645 bani walid,libya
- موقع إلكتروني www.cetb.edu.ly
- موقع المجلة العلمية:[7] www.jeeeit.com

الباحث الأكاديمي: Scholar

## وصلات خارجية
التعليم في بني وليد التعليم
شعبية بني وليد